# Култиген
Култиген (од латинског cultus - гајен, и gens - врста, тип) је одомаћени организам (културна биљка или у ширем смислу домаћа животиња) који нема одговарајућу дивљу форму од које је потекао. Ово може да се деси из два разлога: (1) као последица изумирања дивљег облика или (2) због толике измењености културног облика да он може да се класификује као друга врста или подврста.
Термин је настао 1918. године, а у науку га је увео американац Либерти Хајд Бејли (Liberty Hyde Bailey, 1858-1954) хортикултуриста и ботаничар, суоснивач Америчког удружења за хортикултурне науке (American Society for Horticultural Science), осетивши потребу да се именују посебне категорије културних биљака насталих свесном активношћу човека, а које не могу да се уклопе у Линеову класификацију, односно ону која се користи у ботаничкој номенклатури (International Code of Nomenclature for algae, fungi, and plants - ICN) или номенклатури културних биљака (International Code of Nomenclature for Cultivated Plants).